# Robert Bogey
Pour les articles homonymes, voir Bogey (homonymie).
Robert Bogey, né le 25 novembre 1935 à Aix-les-Bains, est un ancien coureur de demi-fond français, qui vit aujourd'hui à Grésy-sur-Aix, quatre fois champion de France du 5 000 mètres et du 10 000 mètres et recordman du monde du 4 × 1 500 mètres en 1961.

## Biographie

### L'entrée à l'Athlétique Sport Aixois
Originaire de Cusy (Haute-Savoie), il entre en 1947 au cours complémentaire d'Alby-sur-Chéran puis réussit le concours d'instituteur en 1951. Après sa formation à l’École Normale d'instituteurs à Bonneville, il commence sa carrière en 1956 à l'école des Fins à Annecy.
C'est pour se rendre de son village de Cusy à l'école élémentaire d'Alby-sur-Chéran, située à 8 km, que Robert Bogey commence à courir . D'abord en sabots, il s'achète un vélo en vendant aux touristes du Pont de l'Abîme des Cyclamens. Il s'intéresse d'abord aux courses cyclistes, mais gagne plusieurs compétitions avec l’École Normale d'instituteurs à Bonneville (champion de France de l'office du sport universitaire (OSU) sur 3 000 mètres et en cross). Son frère aîné Jean, champion de France militaire de cross et du 5 000 mètres des Forces Françaises en Allemagne, le fait venir à partir de 1953 à l’Athlétique Sport Aixois (ASA) où il court déjà (ainsi que Gratien Ferrari). Robert Bogey devient en 1955 champion de France junior du 3 000 mètres, au stade Jean Bouin d'Autun, ce qui fait partie de ses meilleurs souvenirs. Il effectue alors ses entraînements avec Johannès Pallière, maire-adjoint d'Aix-les-Bains, professeur agrégé d'histoire-géographie et âme du club, en courant dans le Semnoz ou le mont Revard, mais pas sur des pistes d’athlétisme. Robert Bogey attribue sa bonne condition physique aux travaux des champs auxquels il aidait ses parents et à l'air pur de la Savoie.
Après avoir été 6e national à Lille et sélectionné pour des compétitions internationales, il rejoint le bataillon de Joinville en 1957, avec Rhadi Ben Abdesselam, Michel Jazy ou Roger Rivière. Il déclare alors avoir stagné un peu, car « j'avais du mal à supporter l'air vicié de la Région parisienne ».
De retour de la guerre d'Algérie en 1960, il est affecté comme instituteur à Annecy, à Rumilly puis à la DDJS de Chambéry.

### Un champion français du demi-fond
En 1960, Robert Bogey devient champion de France du 10 000 mètres à Colombes, puis le 30 août suivant à White City, recordman de France du 10 000 mètres en détrônant Alain Mimoun avec 29 min 01 s, devant John Marriman et Stan Eldon. Mais arrivé trop fatigué aux Jeux Olympiques de Rome en septembre 1960, (« je n'avais pas assez travaillé l'hiver »), il termina 13e du 10 000 mètres en 29 min 22 s 4.
L'année suivante, 1961, il améliore les records de France du 3 000 mètres et du 5 000 mètres, et est champion de France du 5 000 mètres. Mais le point culminant de sa carrière est d'améliorer à Saint-Maur-des-Fossés le record du monde du 4 × 1 500 mètres en 1961 avec Michel Jazy, Jean Clausse et Michel Bernard. Les Français, dans un chrono de 15 min 4 s 2, avaient pulvérisé l’ancien record.
En 1962, sa saison est fortement perturbée par un ténia attrapé lors de la Corrida de la Saint-Sylvestre de São Paulo, qui nécessitera sept mois de soins et contribuera à l'arrêt de sa carrière. Champion de France du 10 000 mètres, il termine ensuite 5e du 10 000 mètres et 8e du 5 000 mètres lors des championnats d'Europe de Belgrade , tout en améliorant de nouveau le record de France.
Enfin, en 1963, Robert Bogey obtient son quatrième titre de champion de France du 5 000 mètres et améliore le record de France du 10 000 mètres (meilleur performeur mondial de la saison ). Il devient champion de France de cross-country.
Il préparait une tentative de record de l'heure, alors détenu par Emil Zátopek, quand une blessure au talon d'Achille arrête sa carrière.

### Une carrière professionnelle pour le sport
« Avant on ne courait pas le record, on privilégiait plutôt la victoire. Comme on le faisait jadis, le coureur court toujours, avec ses muscles, il résiste aux autres concurrents avec ses capacités organiques et il gagne enfin avec son cerveau ».
Robert Bogey sera ensuite professeur d'EPS jusqu'à sa retraite en 1997, et poursuit encore au-delà son activité d'entraîneur à l’Athlétique Sport Aixois. Conservant le souvenir de la chance « inouï[e] » d'avoir pu voyager à l'étranger grâce au sport et à des amitiés en équipe de France, Robert Bogey considère essentiel « ne pas gagner à n'importe quel prix et [de] respecter une certaine éthique».

## Records et palmarès

### National
- Championnats de France :
  - 3 000 m : 1 titre junior (1955)
  - 5 000 m : 2 titres (1961 et 1963)
  - 10 000 m : 2 titres (1960 et 1962)
- Championnats de France de cross-country :
  - 1 titre (1963)

### International
- 34 sélections en Équipe de France A[5].
- Championnats du monde de cross :
  - 4e à San Sebastián, 1963.
- Championnats d'Europe (piste et route) :
  - 5 000 m : finaliste (1962)
  - 10 000 m : finaliste (1962)

### Records
- Six records de France sur 2 miles, 3 000 mètres (7 min 56 s 2), 5 000 mètres (13 min 53 s 6) et 10 000 mètres (28 min 48 s 2).
- Record du monde du 4 × 1 500 mètres avec Michel Jazy, Jean Clausse et Michel Bernard (15 min 4 s 2) en 1961.

### Hommages
L'espace sportif de la commune de Cusy (Haute-Savoie) porte son nom.

## Décoration
- Officier de l'ordre du Mérite sportif‎ à titre exceptionnel (1959)[6]